# 켈리 크린
켈리 크린(Kelly Crean, 1974년 9월 9일 ~ )은 미국의 배우, 텔레비전 배우, 영화배우이다.
샌클레멘테에서 태어났다.

## 영화
- 스튜디오 클럽 (2014년)
- 소울 서퍼 (2011년) - 빅키 / 리포터 역
- 브랏츠 (2007년)